# Taksonyfalva
Taksony (1899-ig Taksonyfalva, szlovákul Matúškovo, korábban Takšoň) egy többségében magyarlakta község Szlovákiában, a Nagyszombati kerület Galántai járásában. Honfoglalás kori keletkezésű ősi magyar település, a hagyomány szerint Taksony fejedelem temetkezési helye.

## Fekvése
A Kisalföld északi részén, a Mátyusföldön, Galántától 3 km-re délre fekszik.

## Nevének eredete
Neve Árpád fejedelem unokájának, Taksonynak a nevéből származik (amely vadat jelent), akinek itt volt a szállásterülete. A hagyomány szerint itt temették el és nem a Pest megyei Taksonyban. Határában honfoglalás kori halomsírok vannak, egyik dűlője a Pogánytemető nevet viseli.

## Története
A község területén már a bronzkorban éltek emberek. Ezt bizonyítják az 1950-es években itt feltárt csontvázas bronzkori temető leletei. A 10. századból is kerültek elő itt halomsírok, melyeket részben szláv, részben magyar temetkezéseknek tartanak. A hagyomány szerint itt temették el Taksony fejedelmet is.
A települést elsőként Tocsun néven II. Béla oklevele említi 1138-ban, "terra civilium Posoniensium de villa Tocsun" alakban, eszerint ekkor a pozsonyi várhoz tartozó szolgálónépek lakták. Ugyanezen oklevél villa Wduory néven említi az egykoron szomszédságában fekvő, mára eltűnt falut. Majd II. Endre 1223-ban kiadott, Deáki birtokhatárait leíró oklevelében szerepel. A Pray-kódex szerint már a 13. században kápolna állt itt, melyet a 14. században templommá bővítettek. Templomát és plébániáját egy 1307-ben kiadott oklevél említi. 1367-ben Kosok-i Péter fia Beke pozsonyi szolgabíró és fivére János, valamint Kosok-i Hegyes dictus Péter Miklós és László között felosztották Kyurth, Nyek, Vizkeleth, Takson birtokokon levő birtokrészüket és a Chukarpakaya birtokrészt.
A falu életére nagy befolyással bírt a középkorban a közeli Deákiban működő bencés szerzetesrend, majd később a reformáció és ellenreformáció közötti harc. Nem kerülték el a települést a Rákóczi-szabadságharc eseményei sem, 1704-ben maga II. Rákóczi Ferenc is tartózkodott itt kíséretével. A hadak pusztításai következtében a falu majdnem teljesen elnéptelenedett. Iskolájának legkorábbi említése 1761-ből származik.
Vályi András szerint "TAXONY. Magyar falu pozsony Várm. földes Ura Gr. Eszterházy Uraság, lakosai katolikusok, és másfélék, fekszik Galántához 1/2, Felső Szelihez pedig 1 órányira; határjában elég szántóföldek, rétek, ’s erdők is vannak."
Fényes Elek szerint "Taksony, magyar falu, Poson vmegyében, 710 kath., 58 evangel. lak., kath. paroch. templommal, gazdag határral. F. u. gr. Eszterházy. Ut. p. Szeret."
Pozsony vármegye monográfiája szerint "Taksony, a budapest–bécsi vasútvonal mentén fekszik. Magyar nagyközség, 203 házzal és 1677, nagyobbrészben róm. kath. vallású lakossal, noha evangélikusok is elég szép számban laknak itt. Ősidők óta megült hely, melynek határában pogány kori sírhalmok láthatók és egyik dűlője is Pogánytemető nevet visel. A hagyomány szerint Taksony vezér is ide temetkezett és nem a pestmegyei Taksonyba. 1138-ban már a pozsonyi várszolgák földjeként Togsun néven van említve, 1214-ben Gertrud királyné egyik okiratában Tohcsun és Tochsun alakban, 1236-ban pedig Deáki község határleírásában Teksze alakban. A IV. Béla királynak 1240-iki adománylevelében előforduló Teksze név is e községre látszik vonatkozni. Ugyane király 1269-ben 5 ekényi földet Leek fiainak, Ivánkának és Istvánnak adományoz és ez okiratban Taxont néven nevezi. 1274-ben László király is adományoz itt Ivánka fia Miklósnak birtokot. 1307-ben Dudvágszegi Miklós birja, ez után pedig Kenéz comes. 1309-ben Anai Mihályfi Jakab comes özvegye és fia Miklós, taksonyi földjüket Pamlényi comes fiának, Lászlónak és nejének, vagyis leányuknak örökül bevallják. Ezután, úgy látszik, a pozsonyi egyház birtoka lett mert 1323-ban a kir. bíróság visszaadja a pozsonyi egyháznak. 1439 előtt a Taksonyi családé, ekkor azonban Albert király, mint Sempte vár tartozékát, a Rozgonyiaknak adományozza. Az 1553-iki portális összeírásban Báthori András 9 és a borostyánkői urak is 9 portával szerepelnek. Később a Thurzók birtoka lett, majd az Esterházyak, ma pedig Esterházy Ernő grófnak és Alsasse d’Hennin herczegnőnek van itt nagyobb birtoka. A XIV. században már kiváltságos plébániája volt. Régi egyházát 1784-ben lebontották s annak helyébe Esterházy Ferencz gróf kanczellár új templomot építtetett. A plébániának 1500 kötetes gazdag könyvtára van. 1863-ban a község nagy része leégett. Ide tartozik Pallócz puszta, mely az 1553-iki összeírásban 4 portával szerepel és 1681-ben még önálló község. E pusztán szeszgyár és katánggyökérszárító gyár van. A község lakosai katholikus olvasókört, szegénymenházat és gabona-magtárt tartanak fenn. Taksonyban van posta, de távírója és vasúti állomása Galánta."
A trianoni békeszerződésig Pozsony vármegye Galántai járásához tartozott. 1971-től 1990-ig Galánta városrésze volt, ezt követően önálló község.

## Népessége
| Év:            | 1994. | 2004.   | 2014.   | 2024.   |
| -------------- | ----- | ------- | ------- | ------- |
| Emberek száma: | 1786  | 1938    | 2114    | 2248    |
| Eltérés:       |       | +8,51 % | +9,08 % | +6,33 % |

| Év:            | 2023. | 2024.   |
| -------------- | ----- | ------- |
| Emberek száma: | 2254  | 2248    |
| Eltérés:       |       | -0,26 % |

1880-ban 1426 lakosából 1255 magyar, 114 szlovák, 7 német anyanyelvű, 3 idegen és 47 csecsemő.
1890-ben 1568 lakosából 1511 magyar és 44 szlovák anyanyelvű volt. 
1900-ban 1677 lakosából 1620 magyar, 54 szlovák és 3 német.
1910-ben 1845 lakosából 1810 magyar, 34 szlovák és 1 német.
1921-ben 1911 lakosából 1872 magyar és 26 csehszlovák volt.
1930-ban 2435 lakosából 1850 magyar és 527 csehszlovák volt.
1941-ben 2504 lakosából 2190 magyar és 314 szlovák volt.
1991-ben 1819 lakosából 1200 magyar és 612 szlovák volt. 
2001-ben 1880 lakosából 1205 magyar és 669 szlovák.
2011-ben 2031 lakosából 1178 magyar és 764 szlovák.
2021-ben 2262 lakosából 1176 (+53) magyar, 1 cigány, 1031 (+38) szlovák, 13 (+2) egyéb és 41 ismeretlen nemzetiségű volt.

## Neves személyek
- Itt született 1939-ben Bosák Nándor a Debrecen-Nyíregyházi egyházmegye nyugalmazott püspöke.
- Itt született 1951-ben és itt él Pék László tanár, a Szlovákiai Magyar Pedagógusok Szövetségének országos elnöke.
- Itt született 1983-ban Novota János szlovák válogatott labdarúgó.
- Itt hunyt el 1903-ban Specziár Lajos római katolikus plébános.
- Itt élt Duka Zólyomi Norbert (1908–1989) szlovákiai magyar politikus.
- Itt élt Duka-Zólyomi Árpád (1941-2013) szlovákiai magyar fizikus, politikus.
- Itt élt Duka-Zólyomi Emese muzikológus.
- Itt élt Pukkai László (1941-2017) helytörténész, tanár.
- Itt szolgált Zsilinszky Kázmér (1910-1985) bencés tanár, plébános.

## Nevezetességei
- Római katolikus templomát 1781 és 1784 között gróf Eszterházy Ferenc építtette a régi templom helyén, barokk-klasszicista stílusban. A templomot 1784. szeptember 8-án szentelték fel a Kisboldogasszony tiszteletére. Főoltárának képét 1871-ben Than Mór festette.
- Evangélikus temploma 1992-ben épült.
- A falu legrégibb épülete a templommal szemben található plébánia, mely 1774-ben épült.
- A Hős katona szobra 1928-ban készült el, azonban az akkori Csehszlovák Köztársaság járási hivatala nem engedélyezte felállítását, így azt egy raktárban rejtették el. Ünnepélyes felavatása csak a határrevíziót követően, 1938 novemberében valósulhatott meg. Az emlékművet a templomdombon helyezték el, a falu főterén. A második világháborús front Taksonyon való áthaladásakor súlyos csorbítást szenvedett, egy szovjet katona géppisztollyal szétlőtte a szobor fejét. Ekkor a megrémült lakosok elásták a szobor megmaradt részét a talapzat közelében. A megmaradt szobor-törzset 1990 novemberében kihantolták, s közadakozásból restauráltatták, majd 1991 tavaszán felavatták eredeti helyén.[9]
- Taksony fejedelem mellszobrát 1996-ban avatták fel.
- Tájházát 1984-ben nyitották meg. A műemlékileg védett ház ma Taksony legrégibb lakóépülete, Panyik Ferencné építtette 1847-ben.
- Papp Jenő Imre: Visszaemlékezések című, 2006-ban megjelent kiadványában dolgozta fel a község történelmét.

## Kultúra
- A Csemadok helyi alapszervezetét 1949. december 6-án alapították.

## Külső hivatkozások
- Hivatalos oldal
- E-obce.sk Archiválva 2010. április 23-i dátummal a Wayback Machine-ben
- Községinfó
- Taksonyfalva Szlovákia térképén